# Питер Пэн
Пи́тер Пэн (англ. Peter Pan) — персонаж сказочных повестей шотландского писателя сэра Джеймса Мэтью Барри «Питер Пэн в Кенсингтонском саду» (1902) и «Питер и Венди» (1911) и пьесы «Питер Пэн» (1904). Один из популярнейших персонажей детской литературы XX века.
Питер Пэн — мальчик, который не хочет взрослеть. Ему вечно 7 без двух. Он вечно остаётся юным; у него сохраняются молочные зубы. Он сбежал из дома в открытое окно, через которое он потом пытался единожды вернуться (и которое оказалось зарешёчатым), и улетел в Кенсингтонские сады, где познакомился с феями. Позже он жил в Нетландии (Neverland) в компании пропавших мальчиков — тех, которые потерялись в Кенсингтонских садах вместе с Венди Дарлинг. У него есть собственная фея Динь-Динь (англ. Tinker bell). Его злейший враг — Капитан Крюк.
Истории о Питере Пэне неоднократно экранизировались. Известен мультфильм 1953 года «Питер Пэн» Уолта Диснея, фильм 1991 года «Капитан Крюк». В 1987 году двухсерийный фильм «Питер Пэн» вышел на киностудии «Беларусьфильм», премьера состоялась в первый день Нового 1988 года по первой общесоюзной телепрограмме СССР.

## Появление
Питер Пэн впервые появился как персонаж в романе Барри Белая птичка (1902). В главах 13-18, озаглавленных «Питер Пэн в Кенсингтонских садах», Питер — семидневный младенец, который полетел из своего питомника в Кенсингтонские сады в Лондоне, где феи и птицы научили его летать. Он описан как среднее между мальчиком и птицей. После успеха пьесы 1904 года эти главы Белой птички были опубликованы отдельно в 1906 году под названием «Питер Пэн в Кенсингтонских садах» с добавлением иллюстраций Артура Рэкхэма.
Барри вернулся к персонажу Питера Пэна в качестве главного героя спектакля под названием «Питер Пэн» или «Мальчик, который не будет расти», премьера которого состоялась 27 декабря 1904 года в Лондоне. Позже Барри адаптировал и расширил сюжетную линию пьесы как роман, опубликованный в 1911 году как «Питер и Венди».
Прототипом Питера Пэна, вероятно, был старший брат Барри, Дэвид, который погиб в результате несчастного случая на коньках за день до своего 14-летия. Его мать и брат считали его вечным мальчиком. По другой версии, прототипом персонажа, вдохновившим писателя, был Майкл Ллуэлин Дэвис.
В 1929 году Джеймс Барри передал все права на издание «Питера Пэна» детской больнице на Грейт Ормонд-стрит. Этот дар позже был включён в его завещание с условием, что суммы отчислений никогда не будут обнародованы. После смерти писателя в 1937 году авторские права охранялись в течение 50 последующих лет, а затем произведение должно было перейти в общественное достояние. Однако в 1988 году был принят особый закон, который предоставил больнице бессрочное право на получение доходов от издания и иного использования «Питера Пэна».

## Скульптуры Питера Пэна

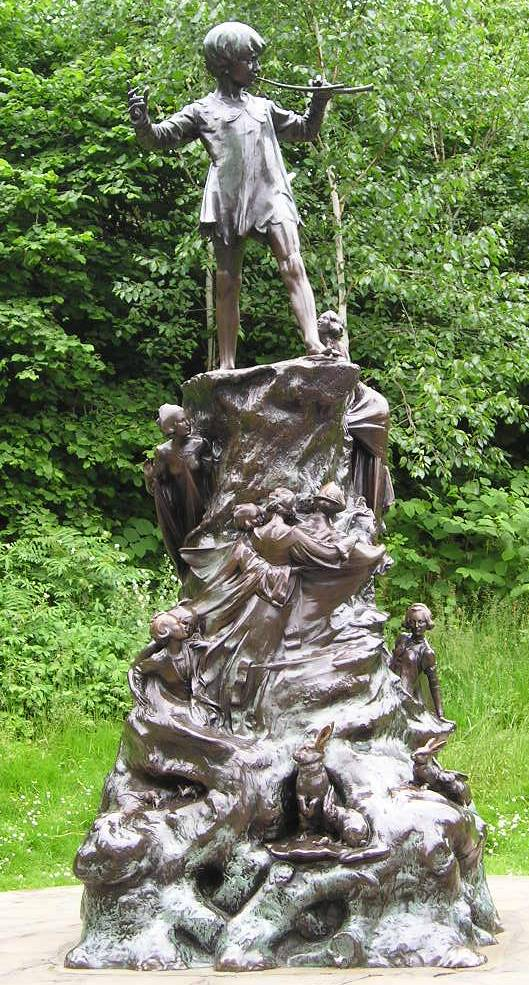
Питер Пэн в Кенсингтонских садах

Первая статуя, изображавшая Питера Пэна, была заказана самим писателем скульптору Дж. Фрамптону и установлена ночью 30 апреля 1912 года в Кенсингтонских садах как первомайский сюрприз для лондонской детворы. Скульптура называется — «Питер Пэн, мальчик, который не хотел взрослеть». Парламент обвинил Барри в саморекламе. Однако, несмотря на скандал, статуя осталась в королевском парке.
Из оригинальной формы было отлито ещё шесть скульптур, которые установлены в разных городах мира — в Ливерпуле (Англия), Брюсселе (Бельгия), Камдене (США), Перте (Австралия), Торонто (Канада) и в Боуринг-Парке города Сент-Джонс (Ньюфаундленд, Канада).

## Диснеевская биография
Полнометражный мультфильм 1953 года «Питер Пэн» студии Уолта Диснея.

## Питер Пэн в фильмеСтивена Спилберга«Капитан Крюк»
Это первая экранизация, в которой представлена взрослая версия Питера Пэна и частично показано его прошлое до Неверленда. Питер был совсем младенцем, когда его коляска укатила в глубь Кенсингтон Гарденс (сам он говорил что сбежал, так как не хотел состариться и умереть, перед этим став скучным и эгоистичным работником офиса). После его находит фея Динь-Динь и приносит его в Неверленд, где и учит его летать. После Питер вернулся к семье спустя годы, но у его родителей уже был другой ребёнок, и так он стал летать по Лондону, заглядывая в окна людей, и если в Неверленде он не старел, то каждый раз возвращаясь, он становился чуть старше. Так он и познакомился однажды с детьми семьи Дарлинг, а по их рассказам сосед и друг семьи, Джеймс Барри, написал книгу про Питера и Неверленд.
Следующие годы, каждой весной, Питер прилетал к Венди и брал её с собой в Неверленд. Но со временем и Венди состарилась и у неё появилась внучка Мойра. Питер хотел подарить ей «поцелуй», напёрсток, но Венди не хотела, чтобы её внучка страдала от любви к Питеру, как когда-то она. Тогда Питер целует Мойру по-настоящему и, искренне влюбившись в неё, решил не возвращаться в Неверленд. После Венди помогает Питеру учиться читать и писать, и приспособиться к новому, для Питера, миру. Спустя годы, Питера усыновляет чета Бэннингов из США, куда он переезжает. Хотя у Питера есть любящая жена и двое детей, Джек и Мэгги, он стал тем, кем боялся стать: скучным эгоистом-адвокатом, настолько увлечённым работой, что не может посвятить себя семье. Повзрослев, Питер забыл о своей жизни в Неверленде, но похищение его детей Капитаном Крюком, появление Динь-Динь и возвращение в Неверленд постепенно помогают ему вспомнить, и он вновь становится тем самым Питером Пэном.

## «Питер Пэн»
В фильме П. Дж. Хогана (2003) роль Питера Пэна играет Джереми Самптер. В этом сюжете Питер Пэн желает никогда не взрослеть. Услышав истории Венди, он предлагает ей улететь с ним в Нетландию. Венди влюбляется в Питера, и он, сам того не понимая, тоже влюбляется в неё. Но он утверждает, что чувства для него — это игра, ведь он решил навсегда остаться мальчишкой, но на самом деле он неравнодушен к Венди.
В конце, после поражения Питера, Венди целует его, и тот побеждает Капитана Крюка. Вскоре Питер увозит Венди и мальчишек на пиратском корабле обратно в Лондон. Он обещает Венди, что никогда её не забудет, и улетает вместе с Динь-Динь обратно в Нетландию.

## «Питер Пэн и Алиса в стране чудес»
В 2016 году издание Deadline анонсировало фильм «Питер Пэн и Алиса в стране чудес» Бренды Чепмен как приквел одновременно и к «Питеру Пэну», и к «Алисе в Стране чудес». В основу сюжета положено детство персонажей, которые, оказывается, были братом и сестрой. В мае 2018 года были выбраны актёры на роль их родителей, ими стали Анджелина Джоли и Дэвид Ойелоуо. В августе того же года к касту присоединились Анна Чэнселлор, Кларк Питерс, Гугу Мбата-Роу, Майкл Кейн, Дэвид Гяси, Дерек Джекоби и Дженни Гэлловэй. Роль Алисы досталась Кейре Чансе, а Питера — Джордану Нэшу. Лента вышла в российский прокат в конце ноября 2020 года.

## Питер Пэн в мини-сериале «Неверленд»
В этом фильме (2011) Питер — сирота, которого забрал из работного дома Крюк, организовавший в Лондоне из ребят шайку воров. Однажды он даёт им указание: украсть волшебное сокровище, с помощью которого можно оказаться в другом мире. Это маленькая планета, находящаяся в центре Вселенной, где остановилось время. Сюда попадают люди, вырванные из разных столетий. Когда-то в неё попали пираты XI века, возглавляемые Элизабет, а также племя индейцев. Индейцы пытаются защитить от пиратов дерево духов. Между ними уже давно ведётся борьба.
В Неверленд попадают и главные герои — Крюк, Питер и его друзья. Питер подружился с дочерью вождя индейцев Тигровой Лилией. Духи наделяют Питера умением летать. Одна из духов, Динь-Динь, становится другом Питера. Элизабет погибает. Крюк возглавляет пиратов, пообещав им переправить сюда кучу наёмников и современное оружие.
В заключительной схватке Питер отрубает руку Джимми Крюку. Также выпадают часы, принадлежавшие матери Питера, которую в своё время любил Крюк. Всё это съедает крокодил. Один из пиратов (мистер Сми) советует Джимми Крюку вместо руки приделать крюк. Несмотря на то, что Питер нашёл способ свободно перемещаться между нашим миром и Неверлендом, он с друзьями принимает решение остаться в Неверленде, чтобы никогда не стареть. С ними остаются индейцы и пираты.

## Питер Пэн в сериале «Однажды в сказке»
«Однажды в сказке» (американский телесериал; 2011) — произведение, где Питер Пэн выведен отрицательным героем. Питер Пэн считается первым человеком, который появился в Нетландии. Контролирует Тень — изначального жителя острова. Много лет похищал мальчиков на свой остров. Питер Пэн хотел завладеть Генри, так как он обладает «Сердцем Истинно Верующего». Обманом заставляет отдать своё сердце, уверяя, что это необходимо для спасения всей магии острова, но на самом деле Питер Пэн хотел спасти себя и стать бессмертным.
Позже выясняется, что Питер Пэн — это отец Румпельштильцхена, которого зовут Малкольм. Ещё в Зачарованном Лесу он был вечно недовольный, раздражённый, эгоцентричный и безжалостный. Был полной противоположностью своего сына и был заклеймён как трус. Малькольм заключил сделку с Тенью — он вновь становится юношей и получает бессмертие, но взамен должен отказаться от сына, так как у «ребёнка не может быть ребёнка». Тень переносит Румпельштильцхена обратно в Зачарованный лес. Малькольм берёт себе имя Питер Пэн в честь игрушки своего сына. Впоследствии Реджина вырывает у Питера «Сердце Истинно Верующего» и возвращает его Генри. В конце концов Питер Пэн погибает от руки Румпельштильцхена, перед этим, однако, успев наложить на город проклятие.
Позже Питер Пэн появляется в Подземном мире, где заключает сделку с Румпельштильцхеном. Он помогает сыну разорвать контракт с Аидом, а тот взамен должен отдать ему сердце кого-то живого, чтобы Пэн смог вернуться в наш мир. Но Румпельштильцхен обманывает его и окончательно убивает, подсунув вместо сердца бурдюк с водой Подземного мира.
В финальном сезоне в Мире Желаний Питер Пэн находится в плену у Румпельштильцхена.

## Питер Пэн в книге «Похититель детей»
В книге Джеральда Брома «Похититель детей» (2009, США) Питер Пэн представлен неоднозначным персонажем. Он находит детей, оказавшихся на социальном дне, помогает им и предлагает отправиться в волшебный мир — Авалон. Питер проводит детей через туман и использует их в войне против колонистов, случайно попавших на остров во времена открытия Америки. Перенесённые им дети называют себя «дьяволами» и практически боготворят Пэна. Сам Питер предан владычице озера — одному из трёх древних богов и хранительнице Авалона, весь мир он воспринимает как игру. В итоге магический мир пал, а все дьяволы либо погибли, либо покинули Питера Пэна. Он разочаровался во владычице, но почувствовал, что магия есть и в обычном мире.